# Amrum
Amrum (nella variante locale del frisone: Oomram) è una delle isole Frisone Settentrionali sulla costa tedesca del Mare del Nord. L'isola fa parte del circondario della Frisia Settentrionale nel Land (stato federato) dello Schleswig-Holstein. Copre un'area di 20 km² e conta una popolazione di circa 2400 persone.
Sono presenti cinque villaggi sulla costa orientale dell'isola: Wittdün, Nebel, Norddorf, Süddorf e Steenodde. La parte occidentale, invece, è per la maggior parte costituita da una grande zona di dune sabbiose di cui la più alta misura 32 metri.
Mentre Nebel, Norddorf and Steenodde sono vecchi insediamenti tipicamente frisoni, la piccola città di Wittdün fu fondata come zona di villeggiatura marittima nel XIX secolo e ora è la zona più abitata di tutta l'isola.
Wittdün possiede un porto che fornisce un servizio traghetto con Dagebüll (sulla terraferma) e Wyk (sull'isola di Föhr). Alle automobili è permesso circolare sull'isola nonostante ci sia solo una strada.